# Diocesi di Saint-Jean-Longueuil

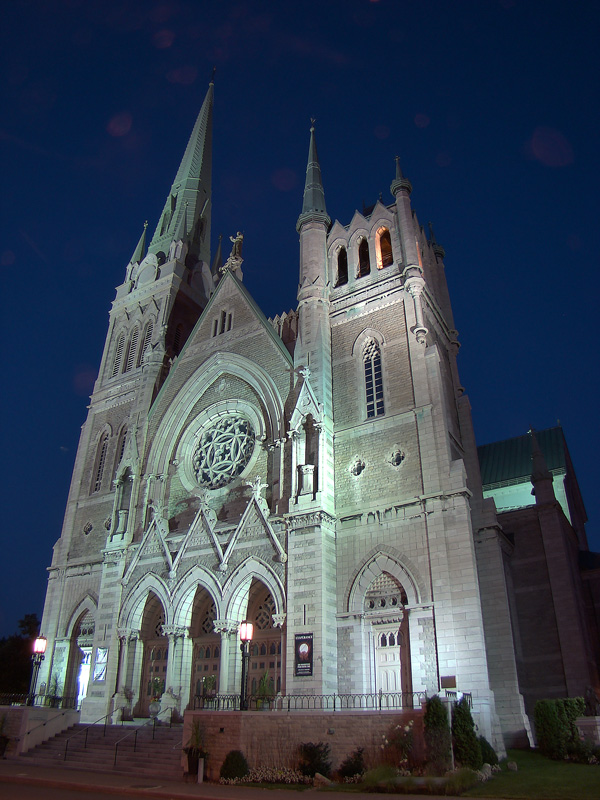
La concattedrale di Sant'Antonio di Padova

La diocesi di Saint-Jean-Longueuil (in latino Dioecesis Sancti Ioannis-Longoliensis) è una sede della Chiesa cattolica in Canada suffraganea dell'arcidiocesi di Montréal. Nel 2022 contava 668.000 battezzati su 836.000 abitanti. È retta dal vescovo Claude Hamelin.

## Territorio
La diocesi è situata nella parte sud-orientale della provincia canadese del Québec, nell'area metropolitana di Montréal. Si estende sulla parte della regione amministrativa di Montérégie compresa tra i fiumi San Lorenzo e Richelieu e la frontiera con gli Stati Uniti d'America a sud.
Sede vescovile è la città di Longueuil, dove si trova la concattedrale di Sant'Antonio di Padova. A Saint-Jean-sur-Richelieu si trova la cattedrale di San Giovanni Evangelista (Saint-Jean-l'Évangéliste).
Il territorio è suddiviso in 45 parrocchie.

## Storia
La diocesi di Saint-Jean-de-Québec fu eretta il 9 giugno 1933 con la bolla Ecclesiae Universalis di papa Pio XI, ricavandone il territorio dall'arcidiocesi di Montréal.
Il 27 febbraio 1982 ha assunto il nome attuale in forza del decreto Cum in finibus della Congregazione per i vescovi e contestualmente la chiesa di Sant'Antonio di Padova di Longueuil è stata elevata al rango di concattedrale.

## Cronotassi dei vescovi
Si omettono i periodi di sede vacante non superiori ai 2 anni o non storicamente accertati.
- Paul-Ernest-Anastase Forget † (12 maggio 1934 - 3 febbraio 1955 deceduto)
- Gérard-Marie Coderre † (3 febbraio 1955 succeduto - 3 maggio 1978 dimesso)
- Bernard Hubert † (3 maggio 1978 succeduto - 2 febbraio 1996 deceduto)
- Jacques Berthelet, C.S.V. † (27 dicembre 1996 - 28 ottobre 2010 ritirato)
- Lionel Gendron, P.S.S. (28 ottobre 2010 - 5 novembre 2019 ritirato)
- Claude Hamelin, dal 5 novembre 2019

## Statistiche
La diocesi nel 2022 su una popolazione di 836.000 persone contava 668.000 battezzati, corrispondenti al 79,9% del totale.
| anno | popolazione | popolazione | popolazione | presbiteri | presbiteri | presbiteri | presbiteri                | diaconi | religiosi | religiosi | parrocchie |
| anno | battezzati  | totale      | %           | numero     | secolari   | regolari   | battezzati per presbitero | diaconi | uomini    | donne     | parrocchie |
| ---- | ----------- | ----------- | ----------- | ---------- | ---------- | ---------- | ------------------------- | ------- | --------- | --------- | ---------- |
| 1950 | 109.912     | 118.842     | 92,5        | 203        | 145        | 58         | 541                       |         | 264       | 710       | 54         |
| 1966 | 245.155     | 279.134     | 87,8        | 361        | 223        | 138        | 679                       |         | 216       | 930       | 84         |
| 1970 | 284.859     | 332.475     | 85,7        | 305        | 204        | 101        | 933                       |         | 315       | 828       | 86         |
| 1976 | 396.654     | 459.964     | 86,2        | 256        | 162        | 94         | 1.549                     |         | 262       | 853       | 88         |
| 1980 | 425.000     | 490.000     | 86,7        | 251        | 155        | 96         | 1.693                     |         | 248       | 790       | 88         |
| 1990 | 499.000     | 555.500     | 89,8        | 220        | 138        | 82         | 2.268                     | 1       | 170       | 557       | 90         |
| 1999 | 562.698     | 641.234     | 87,8        | 171        | 121        | 50         | 3.290                     | 2       | 149       | 390       | 91         |
| 2000 | 562.698     | 641.234     | 87,8        | 160        | 117        | 43         | 3.516                     | 2       | 142       | 390       | 91         |
| 2001 | 562.698     | 641.234     | 87,8        | 159        | 117        | 42         | 3.538                     | 2       | 159       | 277       | 91         |
| 2002 | 562.698     | 641.237     | 87,8        | 150        | 106        | 44         | 3.751                     | 3       | 159       | 291       | 90         |
| 2003 | 569.000     | 654.066     | 87,0        | 148        | 105        | 43         | 3.844                     | 3       | 141       | 291       | 78         |
| 2004 | 563.094     | 654.066     | 86,1        | 141        | 100        | 41         | 3.993                     | 2       | 139       | 291       | 70         |
| 2010 | 609.144     | 716.640     | 85,0        | 103        | 66         | 37         | 5.914                     | 4       | 129       | 307       | 45         |
| 2014 | 625.550     | 743.326     | 84,2        | 102        | 67         | 35         | 6.132                     | 4       | 108       | 272       | 45         |
| 2017 | 640.340     | 769.349     | 83,2        | 85         | 58         | 27         | 7.533                     | 4       | 99        | 245       | 45         |
| 2020 | 654.490     | 817.550     | 80,1        | 86         | 61         | 25         | 7.610                     | 4       | 103       | 242       | 45         |
| 2022 | 668.000     | 836.000     | 79,9        | 85         | 61         | 24         | 7.858                     | 4       | 102       | 242       | 45         |